# السيخية في إيران

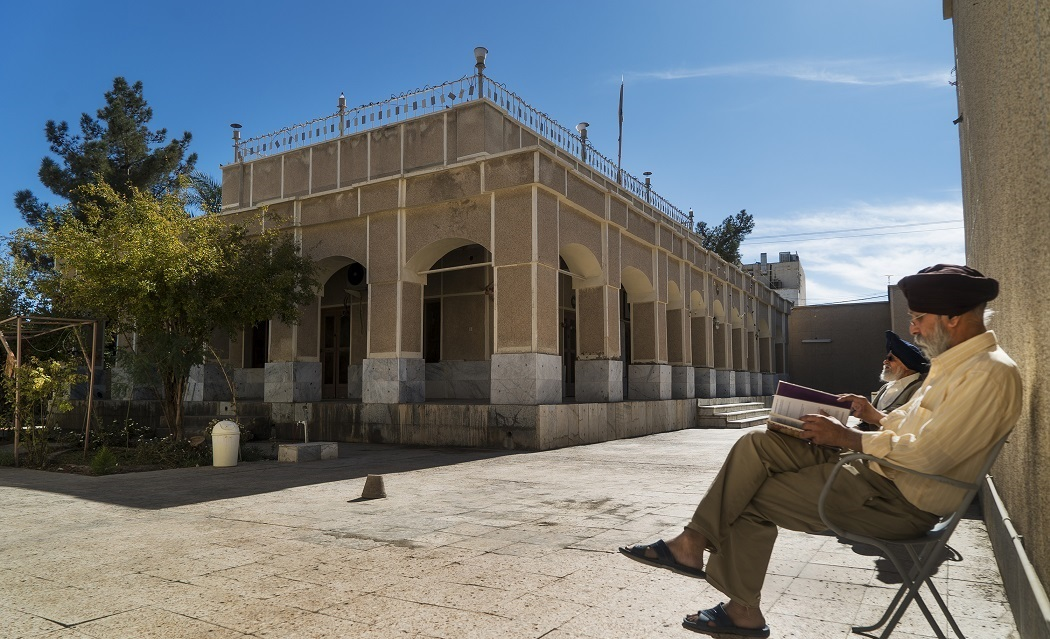
غوردوارا في مدينة زاهدان.

يُشكِّل السيخ أقلية صغيرة جداً في إيران، حيث تشير تقديرات لعام 2011 إلى أن هناك ستين عائلة سيخية تُقِيم في إيران. أعضاء المجتمع السيخي يتحدثون باللغة البنجابية فيما بينهم، واللغة الفارسية والبلوشية مع المجتمع العام.

## التاريخ
بدأ الوجود الأول للسيخ في إيران في عام 1900، عندما كان رجال الأعمال السيخ وكذلك قوات السيخ ضمن الجيش البريطاني أثناء احتلاله لإيران. كان الهدف الرئيسي لهجرة السيخ في البداية هو قرية زاهدان، بالقرب من الحدود مع الهند البريطانية آنذاك (باكستان الآن)، على الرغم من أن كثيرين منهم هاجروا في وقت لاحق إلى طهران.